# Konversionsgeschichte
Eine Konversionsgeschichte bzw. ein Konversionsbericht ist ein Bericht über den Zugang einer Person zu einer Religionsgemeinschaft bzw. über den Wechsel einer Person von einer Religionsgemeinschaft oder Konfession zu einer anderen. Der Vorgang selbst wird Konversion, die konvertierende Person Konvertit genannt. Konversionsgeschichten können als eigenständige Literaturgattung aufgefasst werden und tragen besondere Merkmale. Beispielsweise wird häufig das Leben des Konvertiten vor der Konversion nur kurz eingegangen und dieses als unangenehm oder unausgefüllt hingestellt.

## Beispiele
- Schicksalsreise, Alfred Döblin
- Léon Morin, prêtre, Béatrix Beck
- Heimkehr zu Gott,  Karl Jakob Hirsch
- Unterwegs, Joris-Karl Huysmans
- Erinnerungen eines Konvertiten (1906, deutsch 1907), Knud Karl Krogh-Tonning